# Öröklés-környezet vita
Az öröklés-környezet vita ("nature-nurture" vita) arra a tudományos irodalomban és időnként a médiában is felbukkanó kérdésre utal, hogy az ember tulajdonságai, hajlamai (pl. betegségekre) és egyéb jellemzői inkább genetikai tényezőknek, vagy környezeti hatásoknak tudhatók be. Az egyik szélső nézet modern megfogalmazását John Locke angol filozófusnak tulajdonítják, aki szerint az újszülött lelke üres lap (tabula rasa), melyet majd a tapasztalás ír tele. Az öröklődés gondolatát Charles Darwin evolúció-elmélete élesztette fel. Az "öröklés kontra környezet" megfogalmazást Darwin unokatestvére, a polihisztor Francis Galton vezette be.
Mára a legtöbb szerző által elfogadott nézet szerint az öröklés kontra környezet típusú szembeállítás megérett a "nyugdíjazásra", elvetendő. Ennek egyik oka az epigenetika területén elért eredmények. A biológusok szerint, miközben génjeink a tulajdonságainkra számottevő hatással bírnak, gének valamely konkrét csoportjától a felnőtt egyed valamely konkrét tulajdonságáig vezető út hosszú, körülményes és számos visszacsatolást tartalmaz. A géneket működésük közben folyamatosan környezeti hatások érik. Sőt, valamely gén működése szempontjából a többi gén is a befolyásoló környezet részét képezi.

## Gének és a környezet interakciója
A gének valamilyen irányba terelik az organizmust, de hatásuk kifejtésekor befolyásolja őket a környezet, amibe a többi gén is beleértendő. Pl. ahhoz, hogy valamely gén kifejthesse a neki tulajdonított hatást, szükséges lehet számos más gén aktivitása, vagy éppen annak hiánya. Éppen ezért a médiában felbukkanó olyan fogalmakat, mint "boldogság gén", vagy általánosságban "X tulajdonság génje" úgy kell kezelnünk, mint egy bonyolult folyamat könnyebb megértését célzó leegyszerűsítést. Valamely komplex hatás jellemzően gének egész csoportjának és nem egyetlen gén jelenlétének az eredménye.
Több szerző a süteménysütés analógiáját használja a gén-környezet kapcsolat érzékeltetésére. Ahhoz, hogy jó süteményt süssünk, nyilván szükség van megfelelő alapanyagokra (gének). Az alapanyagok egymásra is hatással bírnak. De süteményünk tulajdonságait szintén befolyásolják olyan tényezők (környezet), mint pl. a sütő hőmérséklete, valamint, hogy a sütőből éppen időben, hamarabb, vagy kicsivel később vesszük-e ki a süteményt. A kész sütemény az alapanyagok és a "környezet" összjátékának az eredménye.
Donald Hebb kanadai neuropszichológus, amikor megkérdezték tőle, vajon a génektől vagy a környezettől függ-e inkább az ember személyisége, így válaszolt: "Vajon a téglalap területe a hosszúságától vagy a szélességétől függ-e jobban?"

## Példa:szkizofrénia
A szkizofrénia részbeni genetikai meghatározottságra utaló egyik jel, hogy a szkizofrénia a világon minden társadalomban, kultúrától függetlenül a népesség mintegy 1%-át érinti. A rokonságban előforduló megbetegedés esetén a veszélyeztetettség a rokonsági fokkal arányosan nő. Pl. egypetéjű ikreknél 40–50% a valószínűsége annak, hogy az ikerpár egyik tagjának megbetegedése esetén a másik is megbetegszik, kétpetéjű ikreknél ennek valószínűsége 12–15%, stb. Valószínű, hogy sok gén érintett a betegség kialakulásában, mindegyikük kis behatású, az átörökítésük és expressziójuk nem ismert.
Ugyanakkor más kutatók felfigyeltek arra, hogy sokkal több szkizofrén születik télen, mint nyáron. Ráadásul ez mindkét féltekére igaz, a hat hónapos évszak-eltolódás dacára. Finn adatok tüzetes átnézése után a kutatók arra a következtetésre jutottak, hogy azok az anyák, akik terhességük második harmadában influenzásak lettek, nagyobb arányban adtak életet később szkizofréniával diagnosztizált gyermeknek. Ezen eredmény szerint tehát a magzati fejlődés során az anyát érő bizonyos hatások enyhén növelhetik a későbbi élet során kialakuló szkizofrénia kockázatát.
A szkizofrénia kialakulásával összefüggésbe hozható környezeti tényezők közé tartozik a lakókörnyezet, a droghasználat és a születés előtti stressz hatása. További fontos környezeti tényezőnek számítanak a szociális elszigetelődéssel és a bevándorlással összefüggő hátrányos társadalmi helyzet, a faji megkülönböztetés, a családi kapcsolatok működési zavarai, a munkanélküliség és a rossz lakhatási körülmények. A szülői nevelési stílusnak viszont valószínűleg nincs jelentősebb hatása, bár a támogató szülőkkel rendelkezők eredményesebbek, mint a kritizáló vagy ellenséges érzületű szülőkkel rendelkezők.
Összefoglalva nem lehet egyértelműen csak a géneket, vagy csak a környezetet okolni a szkizofrénia kialakulásáért. Habár a betegségnek bizonyosan van genetikai oka, a környezet bizonyos hatásai is szükségesek ahhoz, hogy a gének által közvetített öröklött fenyegetettségből tényleges betegség alakuljon ki.